# Dusičnan jodný
Dusičnan jodný je anorganická sloučenina s chemickým vzorcem INO3.

## Příprava
Sloučenina byla poprvé získána reakcí dusičnanu rtuťnatého a jódu v éteru. Jiné dusičné soli a rozpouštědla však mohou být také použita. 
Jako plyn je mírně nestabilní, rozpadá se s rychlostní konstantou −3,2×10−2 s−1. Byl studován možný vznik této látky v atmosféře a její schopnost ničit ozon. Potenciální reakce v této souvislosti jsou:
IONO2 → IO + NO2
IONO2 → I + NO3
I + O3 → IO + O2